# Marlanahalli, Gangawati
Marlanahalli là một làng thuộc tehsil Gangawati, huyện Koppal, bang Karnataka, Ấn Độ.